# Empoasca duodens
Empoasca duodens är en insektsart som beskrevs av Davidson och Delong 1940. Empoasca duodens ingår i släktet Empoasca och familjen dvärgstritar. Inga underarter finns listade i Catalogue of Life.